# Piaggio Ape

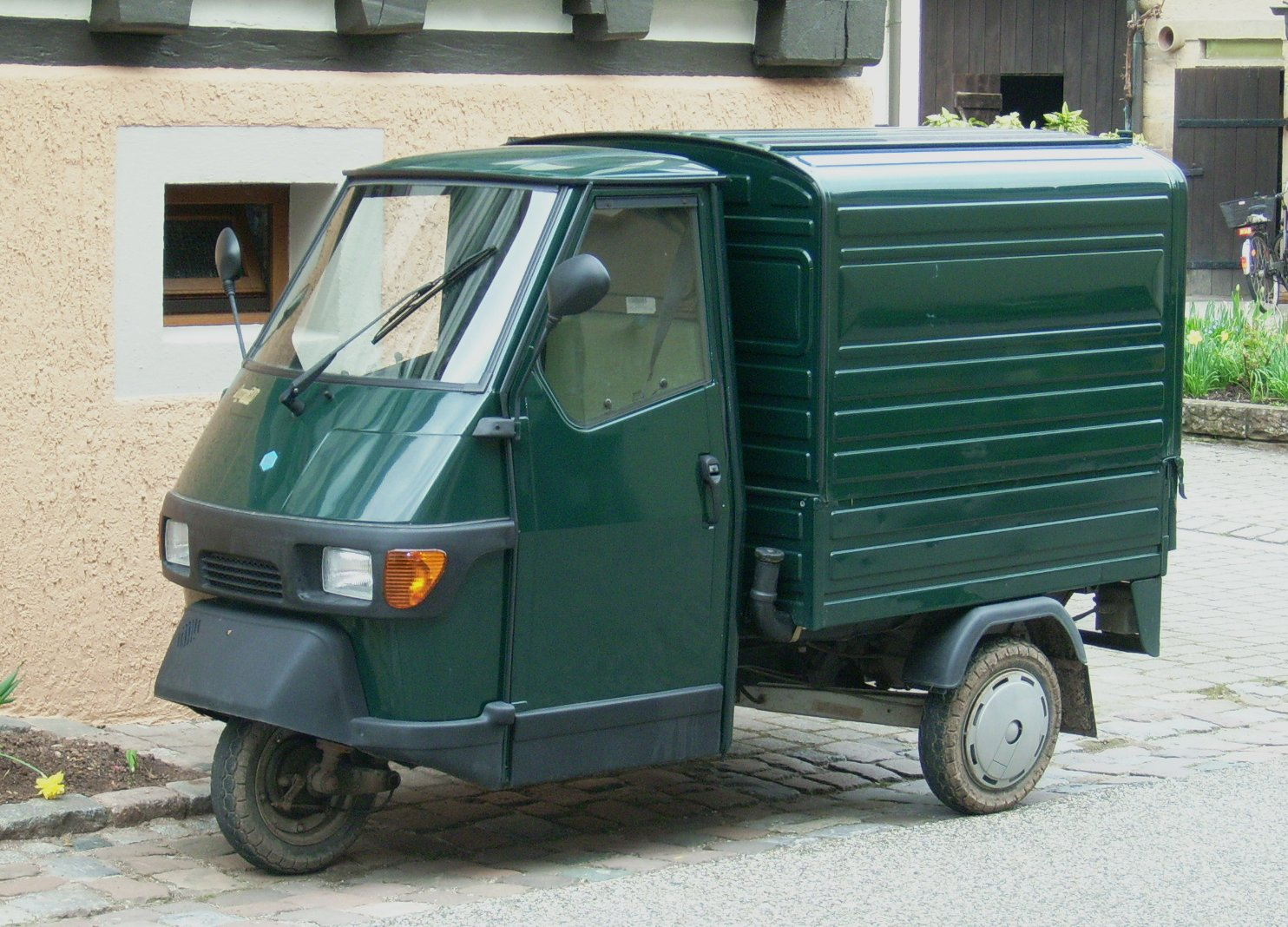
Piaggio Ape 50 furgón.

El Piaggio Ape (abeja en italiano) es un motocarro del fabricante italiano Piaggio. El primer Ape fue construido en 1948. El vehículo puede adoptar varias configuraciones, como furgón, caja y transporte de pasajeros (Autorickshaw). Debido a sus pequeñas dimensiones, estos vehículos son muy aconsejables para el reparto urbano gracias a su bajo coste de mantenimiento y su maniobrabilidad. 
Los primeros Ape eran básicamente Vespas con motores de 125cc, 150cc o 175cc a las que se les añadía un eje doble trasero y sobre este una plataforma de carga. Con el tiempo se mejoraron sus características añadiendo una cabina para el conductor.
En la actualidad, los motores que montan son de 50cc y 220cc en las versiones de gasolina y 425cc en la versión diésel. Pueden transportar hasta 700 kg de carga, dependiendo de la versión, en el vano posterior.

## Series de fabricación

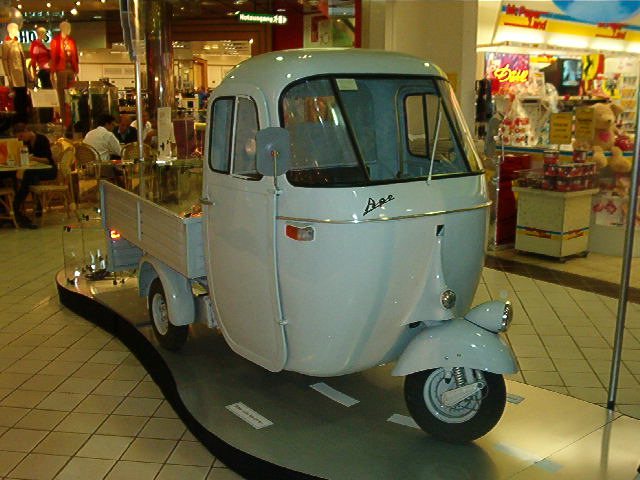
Piaggio Ape C

- 1947-1952 Ape A con motor de 125cc con un único faro bajo como la vespa.
- 1952-1956 Ape B con motor de 150cc.
- 1956-1967 Ape C con motor de 150cc con un decidido lavado de cara y versiones con cabina (con el faro en el frontal y apertura de puertas hacia delante o hacia atrás).
- 1967-1974 Ape D con motor de 175cc y nuevo guardabarros y versión de plataforma larga.
- 1965-1973 Ape E0 con motor 150cc y faro incorporado en el guardabarros.
- 1970-1978 Ape E/400R con motor de 175cc y nuevas particularidades (nueva denominación Piaggio Ape 400R).
- 1979-1981 Ape P con motor de 175cc y leves retoques.
- 1981-1993 Ape 500 con motor de 175cc y nuevo frontal con doble faro a los lados.
- 1993- a la actualidad Ape 50 con motor de 49,8 cc y frontal completamente rediseñado con faros incorporados en la plataforma trasera.
- 1993- a la actualidad Ape TM con motores de gasolina de 220cc y diésel de 422cc con la rueda visible.
- 1993-2006 Ape Web con motor de 49,8cc y grupos ópticos rediseñados y roll-bar.
- 2005- a la actualidad Ape Cross igual al Ape Web excepto los laterales de la plataforma.
- 2006- a la actualidad Ape Classic con una carrocería estilo retro e incorporando el motor diésel de 422cc.

## Versiones
- 1956-1981 motocarro con caja fija o volquete, caja sin cabina, furgón y modelo calessino (de pasajeros).
- 1981-1993 motocarro con caja y furgón.
- Desde 1993 (solo en Ape 50 y TM) caja y furgón.

Entre los años 1960 y 1968 estuvo en producción una versión especial denominada Pentarò, con cabina cerrada, utilizado como tractocamión para tirar de un semirremolque que le convertía en un pequeño camión de 5 ruedas en miniatura 
Merece mención aparte la versión Poker del Ape, que se fabricó entre los años 1993 y 2005. Ésta era la versión de cuatro ruedas del Ape TM con los mismos motores.

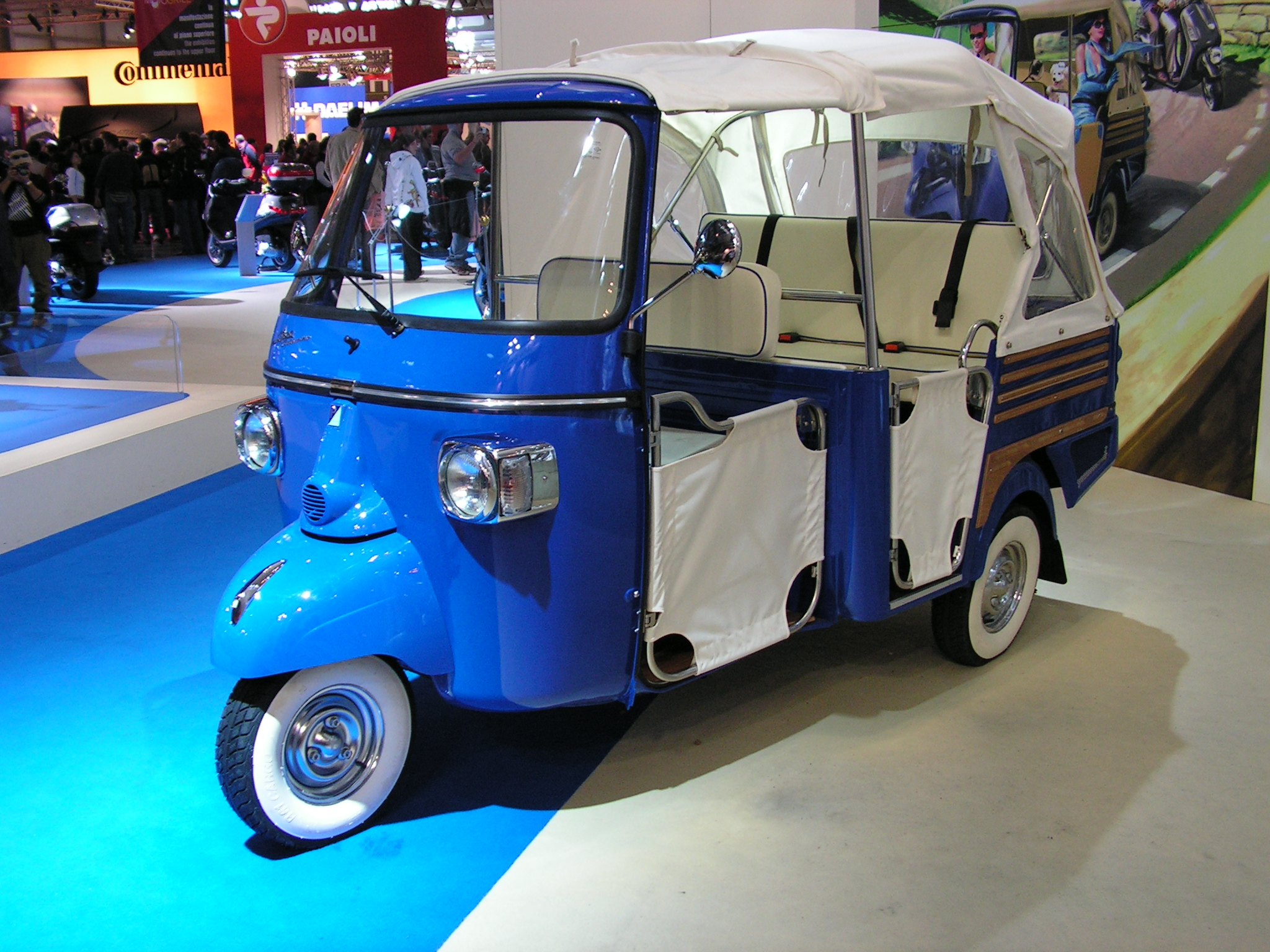
Piaggio Ape Calessino

En julio de 2007 Piaggio lanzó al mercado el nuevo Ape Calessino, en edición limitada de tan solo 999 unidades. Homologado para cuatro plazas, con múltiples cromados y terminaciones en madera, el Calessino 2007 no es una réplica del modelo que se vendiera hasta principios de los años 80, sino que es un vehículo completamente nuevo. Su propulsor es el diésel de 425cc que en la actualidad montan otros modelos de la gama.